# Peter Yariyok Jatau
Peter Yariyok Jatau (ur. 5 sierpnia 1931 w Marsa Kaje, zm. 16 grudnia 2020 w Kadunie) – nigeryjski duchowny rzymskokatolicki, w latach 1975–2007 arcybiskup Kaduny.

## Życiorys
Święcenia kapłańskie przyjął 7 lipca 1963. 26 czerwca 1972 został prekonizowany biskupem koadiutorem Kaduny ze stolicą tytularną Velebusdus. Sakrę biskupią otrzymał 21 listopada 1972. 10 kwietnia 1975 objął urząd arcybiskupa. 16 listopada 2007 przeszedł na emeryturę.